# Pierce-expansie
De Pierce-expansie of Pierce-ontwikkeling van een reëel getal {\displaystyle x} in het interval {\displaystyle (0,1)} is de unieke, stijgende rij van positieve gehele getallen {\displaystyle (a_{1},a_{2},a_{3},\ldots )} waarvoor geldt:
{\displaystyle x={\frac {1}{a_{1}}}-{\frac {1}{a_{1}a_{2}}}+{\frac {1}{a_{1}a_{2}a_{3}}}-\ldots }
met afwisselend positieve en negatieve termen. Ze is genoemd naar de wiskundige T.A. Pierce van de universiteit van Nebraska, die ze in 1929 formuleerde.
Een Pierce-expansie van een getal is eindig dan en slechts dan als dat getal een rationaal getal is. Irrationale getallen hebben een oneindige Pierce-expansie.
Elke eindige of oneindige rij van stijgende positieve getallen {\displaystyle (a_{i})} is de Pierce-expansie van een reëel getal tussen 0 en 1.
Als de expansie wordt afgebroken bij de {\displaystyle n}-de term is de fout ten hoogste gelijk aan de absolute waarde van de {\displaystyle (n+1)}-de term en dus zeker kleiner dan de absolute waarde van de {\displaystyle n}-de term.
De som van de oneven en van de even termen in de Pierce-expansie is respectievelijk een bovengrens en een ondergrens van het getal {\displaystyle x.}

## Berekening
De Pierce-expansie kan men berekenen met het onderstaande algoritme:
- Stel {\displaystyle u_{0}=x}
- Bereken voor {\displaystyle k=1,2,3,\ldots }:
  - {\displaystyle a_{k}=\left\lfloor {\frac {1}{u_{k-1}}}\right\rfloor }
  - {\displaystyle u_{k}=1-a_{k}u_{k-1}}
- Stop zodra {\displaystyle u_{k}=0}

Daarrin is {\displaystyle \lfloor a\rfloor } de entier van {\displaystyle a}.

### Voorbeeld
De Pierce-expansie van {\displaystyle 0{,}37} geeft achtereenvolgens:
{\displaystyle u_{0}=0{,}37}
{\displaystyle a_{1}=\left\lfloor {\frac {1}{0{,}37}}\right\rfloor =2}
{\displaystyle u_{1}=1-a_{1}u_{0}=1-2\cdot 0,37=0{,}26}
{\displaystyle a_{2}=\left\lfloor {\frac {1}{0,26}}\right\rfloor =3}
{\displaystyle u_{2}=1-a_{2}u_{1}=1-3\cdot {0{,}26}=0{,}22}
{\displaystyle a_{3}=\left\lfloor {\frac {1}{0{,}22}}\right\rfloor =4}
{\displaystyle u_{3}=1-a_{3}u_{2}=1-4\cdot {0{,}22}=0{,}12}
{\displaystyle a_{4}=\left\lfloor {\frac {1}{0{,}12}}\right\rfloor =8}
{\displaystyle u_{4}=1-a_{4}u_{3}=1-8\cdot {0{,}12}=0{,}04}
{\displaystyle a_{5}=\left\lfloor {\frac {1}{0{,}04}}\right\rfloor =25}
{\displaystyle u_{5}=1-a_{5}u_{4}=1-25\cdot {0{,}04}=0}
De Pierce-expansie van 0,37 is dus (2, 3, 4, 8, 25), en inderdaad is:
{\displaystyle 0{,}37={\frac {1}{2}}-{\frac {1}{2\cdot 3}}+{\frac {1}{2\cdot 3\cdot 4}}-{\frac {1}{2\cdot 3\cdot 4\cdot 8}}+{\frac {1}{2\cdot 3\cdot 4\cdot 8\cdot 25}}={\frac {1}{2}}-{\frac {1}{6}}+{\frac {1}{24}}-{\frac {1}{192}}+{\frac {1}{4800}}}

## Voorbeelden
{\displaystyle {\frac {1}{\pi }}=(3,22,118,383,571,635,70529,375687,399380,575584,\dots )} - rij A006283 in OEIS
{\displaystyle {\frac {1}{\sqrt {2}}}=(1,3,8,33,35,39201,39203,60245508192801,60245508192803,218662352649181293830957829984632156775201,\dots )} - rij A091831 in OEIS
{\displaystyle \ln(2)=(1,3,12,21,51,57,73,85,96,1388,\dots )} - rij A091846 in OEIS
{\displaystyle {\frac {1}{e}}=(2,3,4,5,6,7,8,9,10,11,\dots )} - rij A020725 in OEIS
De Pierce-expansie van {\displaystyle 1/e} is dus de reeks van natuurlijke getallen vanaf 2; en die van
{\displaystyle 1-e^{-1}=(1,2,3,4,5,6,7,8,9,10,\ldots )} - de natuurlijke getallen.
Dit is de Pierce-expansie waarvan de termen het langzaamst kleiner worden. In het algemeen stijgen de getallen in een Pierce-expansie min of meer exponentieel.

## Lengte van de Pierce-expansie
Het aantal elementen van de eindige Pierce-expansie van een rationaal getal {\displaystyle b/a,{\text{ met }}(b<a)} is de lengte van de expansie, genoteerd als {\displaystyle P(a,b)}. {\displaystyle P(a)} is de grootste lengte van de Pierce-expansies van alle rationale getallen {\displaystyle b/a} met {\displaystyle b=1,\ldots ,a}:
{\displaystyle P(a)=\max\{P(a,b)\mid 1\leq b\leq a\}}
Verscheidene wiskundigen hielden zich bezig met de studie van de lengte van Pierce-expansies en van de verwante Engel-expansies, in het bijzonder met het bepalen van zo goed mogelijke boven- en ondergrenzen voor {\displaystyle P(a)}.
Shallit bewees dat {\displaystyle 2{\sqrt {a}}} een bovengrens is van {\displaystyle P(a)}.
Paul Erdős en Shallit gaven in 1991 een verbeterde asymptotische bovengrens, in grote-O-notatie:
{\displaystyle P(a)=O(a^{{\frac {1}{3}}+\delta })}
waarin {\displaystyle \delta } een willekeurig klein positief reëel getal is.
Vlado Kešelj leidde in 1996 een nog betere bovengrens af:
{\displaystyle P(a)=O((a\cdot \log(a))^{\frac {1}{3}})}
Voor de asymptotische ondergrens van {\displaystyle P(a)} vond hij:
{\displaystyle P(a)=O\left({\frac {\log(a)}{\log(\log(a))}}\right)}
Hierin is {\displaystyle \log } de natuurlijke logaritme. Uit computerberekeningen bleek dat de bovengrens voor grote {\displaystyle a} nog steeds een ruime overschatting is.